# Fiducia (derecho romano)
El contrato de fiducia es un contrato de buena fe, en cuya virtud una persona ("fiduciante") se obliga a transmitir a otra persona ("fiduciaria") la propiedad de una cosa mancipable a través de la in iure cessio o de la mancipatio. A partir de la adquisición del dominio, el fiduciario se ve obligado a restituir la cosa a partir del cumplimiento de un plazo o de una condición. Esta obligación restitutoria se debía contener en un pacto, llamado pactum fiduciae concluido al efecto, que era añadido a la mancipatio. Se encuentra protegido la actio fiduciae, de buena fe y de carácter infamante. 

## Concepto y tipos
Según la finalidad perseguida por el contrato, existe la posibilidad de concluir dos tipos diferentes de contratos de fiducia:

### Fiducia con el acreedor(fiducia cum creditore)
El fin de esta modalidad es garantizar un crédito. Así, mientras subsiste la obligación, el acreedor mantiene la propiedad fiduciaria de la cosa; a su turno, una vez extinguida la deuda, se hace exigible su obligación de restituir la propiedad. Como es lógico, el acreedor se veía imposibilitado, en la práctica, de disponer de la cosa, puesto que de hacerlo, se arriesgaba a incumplir su obligación si ésta se hacía exigible. Esta función de garantía, la fiducia guarda muchas semejanzas con la prenda y la hipoteca romanas, salvo, como se ha visto, por la transmisión de la propiedad. En este sentido, en el plano de las garantías reales, la fiducia se encuentra en un extremo, en tanto que al otro se encuentra la hipoteca. En un plano intermedio, se encuentra la prenda. 

### Fiducia con un amigo(fiducia cum amico)
Esta modalidad podía atender a las más variadas finalidades. Aún más, se comprende mejor a partir de un conocimiento más acabado de la idea de amistad prevaleciente en el mundo romano, dotada de un estatuto moral muy severo. Así, se podía dar en fiducia a un amigo aquellas cosas mancipables o mancipi que estuvieran expuestas a embargos, confiscaciones o destrucción, dependiendo de las circunstancias. De este modo, el fiduciante buscaría en el fiduciario un mayor grado de protección de los bienes, tanto física como jurídica, de la que él mismo pudiera dar. Con todo, el desarrollo de contratos como el depósito o el comodato, fueron ganando terreno a esta forma de fiducia hasta hacerla desaparecer del horizonte del derecho romano tardoclásico.

## Laactio fiduciae
Otto Lenel conjeturó la siguiente fórmula:
Si paret Aulum Agerium Numerio Negidio fundum quod de agitur ob pecuniam debitam fiduciae causa mancipio dedisse eamque pecuniam solutam eove nomine satisfactum esse aut per Numerium Ngidium stetisse quo minus solveretur eumque fundm redditum non esse negotiumve ita actum non esse, ut inter bonos bene agier oportet en sine fraudatione, quanti ea res erit, tantam pecuniam condemnato, si non paret, absolvitur
La fórmula prescribe al juez la evaluación de la conducta del demandado, el fiduciario, a fin de determinar si se ha comportado de acuerdo a lo que "conviene observar, justamente y sin defraudación, entre personas honestas". Ha sido esta referencia a la ausencia de defraudación, la que da el carácter de buena fe a la acción. 
Esta acción sirve, asimismo, al fiduciario, para exigir el reembolso de los gastos realizados en la cosa. En opinión de Lenel, quien se basa en el texto de Ulpiano de D. 13, 7, 22 pr.-2, la actio fiduciae existió como directa y contraria. 
Se ha discutido la existencia de dos acciones, una in ius y otra in factum, lo que ha sido rechazado por un sector de la doctrina romanista.

## Lafiduciaen las fuentes romanas
Gayo 2, 60: La garantía puede contraerse con derecho prenda a favor del acreedor, o fiducia con un amigo, a fin de que nuestras cosas queden en su poder, cuando efectivamente se ha contraído esta última, es evidente que la usureceptio procede siempre; pero si se ha contraído con el acreedor, procede cuando se haya pagado el dinero; si no se ha pagado, sólo procede si el deudor no la recibió del acreedor en arrendamiento ni se la pidió para poseerla en precario; ahí corresponde la usucapión lucrativa.